# Mike Jacoby
Mike Jacoby (Bellevue, 20 de mayo de 1969) es un deportista estadounidense que compitió en snowboard, especialista en las pruebas de eslalon.
Ganó tres medallas en el Campeonato Mundial de Snowboard, en los años 1996 y 1997.

## Medallero internacional
| Campeonato Mundial | Campeonato Mundial   | Campeonato Mundial | Campeonato Mundial |
| Año                | Lugar                | Medalla            | Competición        |
| ------------------ | -------------------- | ------------------ | ------------------ |
| 1996               | Lienz (Austria)      | Medalla de plata   | Eslalon gigante    |
| 1997               | San Candido (Italia) | Medalla de oro     | Eslalon paralelo   |
| 1997               | San Candido (Italia) | Medalla de plata   | Eslalon gigante    |